# Pietro Vierchowod
Pietro Vierchowod (russe : Пётр Ива́нович Верхово́д) est un footballeur italien, né le 6 avril 1959 à Calcinate, qui tire son surnom « le Tsar » du fait que son père, originaire de Starobilsk, fut un soldat de l'Armée rouge ukrainienne qui, prisonnier, s'installa en Italie après la Seconde Guerre mondiale. Il a disputé 562 matchs de Serie A.
Pietro Vierchowod (que l'on surnomme Lo Zar, il Russo, Orso ou encore Nonno) a pour particularité d'avoir remporté la Coupe du monde 1982 avec l'Italie sans avoir disputé une seule minute du tournoi et d'avoir glané, cette fois-ci en tant que titulaire, la Ligue des champions 1995-1996 à l'âge de 37 ans.
Depuis sa retraite en 2000, il a entamé une carrière d'entraîneur qui l'a mené à Catane (Serie C1), Fiorentia Viola (ex Fiorentina, quand le club avait été relégué en Serie C2 au début des années 2000) et Triestina (Serie B). Il a été à chacune de ces trois expériences remercié avant la fin de la saison.

## Carrière
- 1975-1976 : Romanese  Italie
- 1976-1981 : Côme Calcio 1907  Italie
- 1981-1982 : AC Fiorentina  Italie
- 1982-1983 : AS Rome  Italie
- 1983-1995 : Sampdoria  Italie
- 1995-1996 : Juventus  Italie
- 1996-1997 : Milan AC  Italie
- 1997-2000 : Piacenza  Italie[2]

## Palmarès

### En club
- Vainqueur de la Ligue des Champions en 1996 avec la Juventus
- Vainqueur de la Coupe d'Europe des Vainqueurs de Coupe en 1990 avec la Sampdoria
- Champion d'Italie en 1983 avec l'AS Rome et en 1991 avec la Sampdoria
- Vainqueur de la Coupe d'Italie en 1985, en 1988, en 1989 et en 1994 avec la Sampdoria
- Vainqueur de la Supercoupe d'Italie en 1991 avec la Sampdoria et en 1995 avec la Juventus
- Finaliste de la Supercoupe d'Europe en 1990 avec la Sampdoria
- Finaliste de la Coupe d'Europe des Clubs Champions en 1992 avec la Sampdoria
- Finaliste de la Coupe d'Europe des Vainqueurs de Coupe en 1989 avec la Sampdoria

### EnÉquipe d'Italie
- 45 sélections et 2 buts entre 1981 et 1993
- Vainqueur de la Coupe du Monde en 1982
- Participation à la Coupe du Monde en 1982 (Vainqueur), en 1986 (1/8 de finaliste) et en 1990 (3e)

### Record
- Est le buteur le plus âgé de l'histoire de l'Italie en marquant contre Malte le 24 mars 1993 (victoire 6-1) à 33 ans, 11 mois et 18 jours